# Francesc Lucchetti
Francesc Lucchetti Farré (Barcelona, 22 de agosto de 1944-ib., 7 de junio de 2017) fue un actor español.

## Biografía
Empezó en el mundo del teatro independiente en compañías como La Pipironda, el TEC o el GTI. A lo largo de su carrera, participó en muchas obras de teatro, entre ellas cabe destacar Marat Sade, de Peter Weiss; El cafè de la Marina, de Josep Maria de Sagarra o Maria Rosa, de Àngel Guimerà.
Como actor televisivo, destaca su papel de Mauri Riera Sarsa en la serie de TV3, La Riera. Escribió guiones para diversas series de TV3: Poblenou, Nissaga de poder, Laberint d'ombres y El cor de la ciutat, entre otras. También trabajó como actor cinematográfico y escribió diversos libros: Mal viaje (1989), Annus Horribilis (1995), etc.
Era hermano de los también actores Alfred Lucchetti y Antoni Lucchetti.